# 24144 Філіпмокз
24144 Філіпмокз (24144 Philipmocz) — астероїд головного поясу, відкритий 12 листопада 1999 року.
Тіссеранів параметр щодо Юпітера — 3,289.